# Missili per casa
Missili per casa (Mr. Nanny) è un film statunitense del 1993, diretto da Michael Gottlieb e interpretato da Hulk Hogan.

## Trama
Sean Armstrong, un combattente di wrestling, viene convinto da un amico a fare la guardia del corpo ai due bambini di un manager importante. Quest'ultimo, infatti, viene minacciato da dei loschi individui che vogliono impadronirsi di alcuni piani segreti riguardanti un microchip segreto, ma quando Sean arriva dai Mason per cominciare il suo lavoro di guardia del corpo, si rende conto che dovrà fare da baby sitter.

## Produzione
Il titolo di lavorazione del film era Rough Stuff, ma successivamente diventò Mr. Nanny, in Italia venne rinominato Missili per casa. L'attore David Johansen (che interpreta il cattivo) per il film incise il brano che portò il nome del titolo di lavorazione del film, Rought Stuff.

### Budget
Per il film è stato stanziato un budget di 10 milioni di dollari, il film fu accolto male dalla critica; attualmente ha il 7% di critiche positive su Rotten Tomatoes.

## Distribuzione
La distribuzione nelle sale statunitense avvenne l'8 ottobre 1993.
Le date di uscita internazionale del film:
- 2 aprile 1993 nel Regno Unito
- 19 agosto 1993 in Germania (Mr. Babysitter)
- 8 ottobre 1993 negli Stati Uniti d'America (Mr. Nanny)
- 21 gennaio 1994 in Turchia (Dadi Dedikse)
- 22 aprile 1994 in Giappone
- 1º giugno 1994 in Francia (Monsieur Nounou)
- 17 novembre 1994 in Ungheria (Óvóbácsi)